# Marina 101
Marina 101 — высотное здание гостиницы высотой 425 метров (101 этаж), находящееся в Дубае (ОАЭ). Второе по высоте здание в стране, 12-е в Азии и 17-е в мире.

## Описание
Проект Marina 101 был разработан National Engineering Bureau и турецкой компанией TAV Construction. На данный момент здание считается самым высоким в мире отелем с жилыми апартаментами. Их средняя стоимость составляет 4000$ за квадратный метр.

## Функциональность
Здание Marina 101 включает 324 гостиничных номера и 516 апартаментов для постоянного проживания.

## Сроки завершения строительства
Первоначально высотный отель планировалось завершить в 2012 году, однако к январю 2013 строительство было ещё не закончено. Предполагается, что теперь здание будет сдано в эксплуатацию в 2015 году (2013), но в итоге оно было сдано только в 2016 году.
До настоящего времени (2024) до сих пор не введено в эксплуатацию.